# Rhinophylla fischerae
Rhinophylla fischerae é uma espécie de morcego da família Phyllostomidae. Pode ser encontrada no Brasil, Peru, Equador, Colômbia e Venezuela.